# Nuevo Morelos (kommun)
Nuevo Morelos är en kommun i Mexiko.   Den ligger i delstaten Tamaulipas, i den centrala delen av landet, 300 km norr om huvudstaden Mexico City.
Följande samhällen finns i Nuevo Morelos:
- Ampliación de la Reforma
- Vivamos Mejor
- Emiliano Zapata